# Kiyofumi Nagai
Kiyofumi Nagai, (en japonès: 永井 清史, Mino, Gifu, 18 de maig de 1983) és un ciclista japonès, especialista en la pista. Guanyador d'una medalla de bronze als Jocs Olímpics de Pequín en la prova de Keirin.

## Palmarès
- 2002
  - Campió d'Àsia en Velocitat individual
  - Campió d'Àsia en Velocitat per equips
- 2008
  -  Medalla de bronze als Jocs Olímpics de Pequín en Keirin

### Resultats a laCopa del Món
- 2003
  - 1r a Sydney, en Velocitat per equips